# El president d'Euzkadi, hoste d'honor de Catalunya
El president d'Euzkadi, hoste d'honor de Catalunya és una pel·lícula de curtmetratge català de caràcter propagandístic dirigit per Joan Castanyer amb els operadors Manuel Berenguer, Ramon Biadiu i Josep Maria Maristany per la productora Laya Films.
El curtmetratge, d'uns cinc minuts, mostra la l'arribada del lehandekari José Antonio Aguirre a l'aeroport de Reus del juliol de 1937, on és rebut per Antoni Maria Sbert, Carles Pi i Sunyer, i Hilari Salvadó i passa revista a les milícies basques, el seu recorregut per terres tarragonines, la visita al santuari de la Mare de Déu de Montserrat i la recepció oficial del president Lluís Companys al Palau de la Generalitat de Catalunya.